# Scopula prosthiostigma
Scopula prosthiostigma là một loài bướm đêm trong họ Geometridae.